# Harasupia stipulata
Harasupia stipulata är en insektsart som beskrevs av Nielson 1979. Harasupia stipulata ingår i släktet Harasupia och familjen dvärgstritar. Inga underarter finns listade i Catalogue of Life.